# Ernst Müller-Gräfe
Ernst Müller-Gräfe (* 20. Juli 1879 in Nobitz; † 14. Februar 1954 in Altenburg/Thüringen) war ein deutscher Maler und Grafiker.

## Leben und Werk
Müller-Gräfe stammte aus einer alteingesessenen Bauernfamilie. Er belegte Kurse an der Lindenau-Zeichenschule des Kunstgewerbevereins in Altenburg und studierte ab 1897 in Dresden an der Kunstakademie bei Gotthardt Kuehl und Oskar Zwintscher, ab 1898 Jahr als Meisterschüler. Danach arbeitete er in Dresden als freischaffender Künstler. Daneben betrieb er eine private Malschule. Einer seiner Schüler war u. a. 1910 der spätere expressionistische Maler Walter Jacob (1893–1964). 1912 zog Müller-Gräfe in das thüringische Münsa, wo er im Sommer in der Münsaer Mühle arbeitete. Ab 1919 hatte er im Winter in der Orangerie im Schlossgarten Altenburg sein Atelier.
Am Ersten Weltkrieg nahm er als Soldat an der Westfront teil, wobei er in dieser Zeit weiter malte, so z. B. die Zeichnung „Vor Verdun. Gefangener Tunesier“ (1916; im Bestand des Lindenau-Museums, Altenburg/Thüringen). 1917 wurde er als Kriegsverwundeter für mehrere Monate im Vereinslazarett Rupprechtschule in Kaiserslautern behandelt.

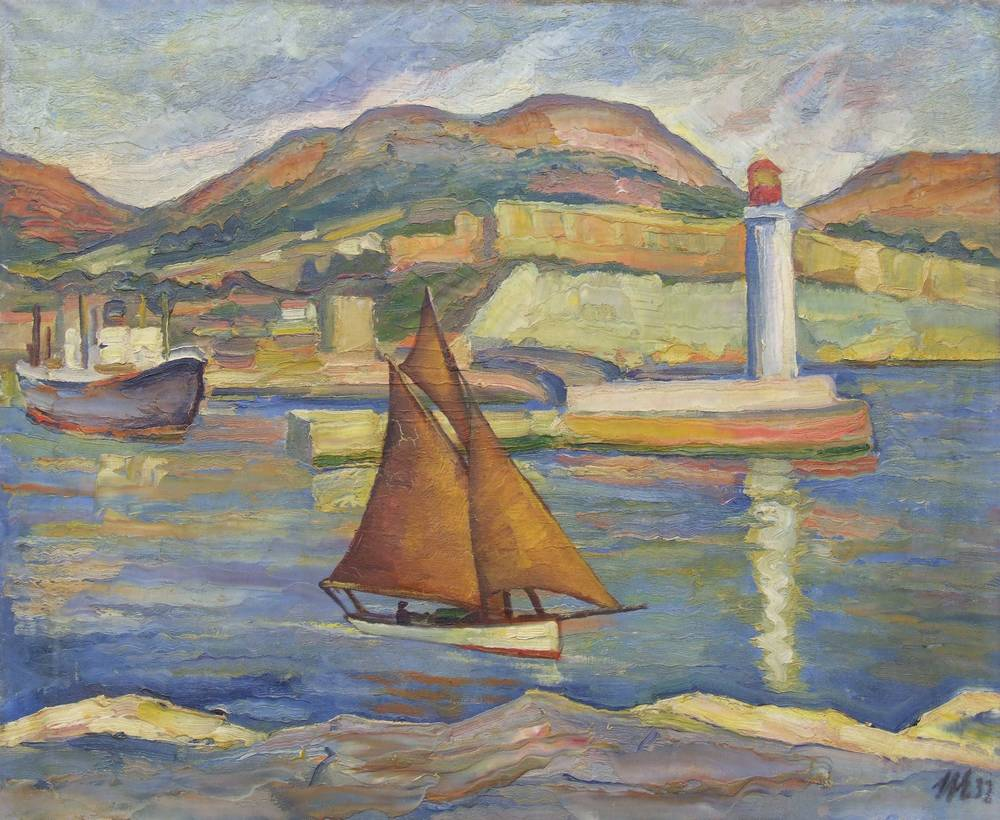
Küstenlandschaft mit Segelschiff (1932)

Müller-Gräfe schuf Tafelbilder, Graphiken, insbesondere Holzschnitte, Zeichnungen und Pastelle und machte zum Broterwerb u. a. Entwürfe für Plakate, Buchillustrationen, Wappen (z. B. der Familie Kirmse) und ähnliches wie 1936 für eine Künstlerpostkarte mit Werbung für den Verband der Auslandsdeutschen „50 Jahre Schutzarbeit für deutsche Brüder im Ausland!“. Das von 1933 bis 1945 gültige Landeswappen Thüringens und die Gemeindesiegel von 56 Gemeinden beruhten dem Entwurf Müller-Gräfes.
Von besonderer künstlerischer Relevanz waren Arbeiten zur künstlerischen Ausgestaltung von Innenräumen. 1911 erhielt Müller-Gräfe den Auftrag zur Ausstattung des Treppenhauses im Lindenau-Museum. Seine Entwürfe wurden 1913 im Anschluss an die Internationale Baufachausstellung in Leipzig als Beispiel moderner Dekorationskunst gezeigt. Für die ersten Kartons dazu erhielt er 1913 den Großen Sächsischen Staatspreis (Rompreis). 1922 vollendet er den Zyklus aus drei großformatigen expressiven Einzelbildern. Diese werden im Katalog zur Müller-Gräfe-Gedächtnisausstellung 1955 beschrieben: „Jetzt sah man rechts Badende, als Menschen im Glück des Daseins, in der Mitte Menschen in der Arbeit, Getreideernte und Obsternte, und links Menschen im Leid, Flüchtende und Vertriebene.“
1925 gestaltete Müller-Gräfe die Gedächtniskapelle der Stadtkirche St. Annen in Annaberg-Buchholz zum Andenken an die Gefallenen des Ersten Weltkrieges, und 1929 malte er das Kuppelfresko im Krematorium Altenburg/Thüringen. Für die Darstellung der Personen standen ihm dafür Altenburger Bürger Modell. Nach öffentlichen Protesten musste er 1933 die Aktfiguren des Bildes mit Lendenschurzen übermalen.
In der Zeit des Nationalsozialismus war Müller-Gräfe obligatorisch Mitglied der Reichskammer der bildenden Künste. Seine letzte Ausstellungsteilnahme ist für 1936 nachgewiesen. Die expressiven Werke Müller-Gräfes galten den Nazis als „entartet“. 1937 wurden im Rahmen der deutschlandweiten konzertierten Aktion „Entartete Kunst“ mehrere seiner Tafelbilder, Druckgrafiken und Zeichnungen aus dem Lindenau-Museum, aus der Kunsthütte Chemnitz und der Städtischen Kunstsammlung Chemnitz, dem Kupferstichkabinett und dem Stadtmuseum Dresden, dem Schlossmuseum Weimar und dem König Albert-Museum Zwickau beschlagnahmt. Die meisten wurden zerstört. Seine expressiven Wandbilder im Treppenvestibül des Lindenau-Museum wurden auf Weisung des Landesleiter der Nazi-Reichskammer der Bildenden Künste Hans Bauer überklebt, weitere Bilder aus der Ausstellung entfernt. Bei der Sanierung des Hauses in den 1990er Jahren wurden die Wandbilder vorübergehend freigelegt, dann aber wieder mit Tapeten überklebt. 2022 wurde über eine umfassende Restaurierung berichtet. Die Werke in der Gedächtniskapelle der Stadtkirche St. Annen wurden als „entartet“ zerstört. Die Bilder wurden nach Dresden verbracht, wo sie 1945 verbrannten. Weitere baugebundene Monumentalgemälde in Altenburg, Annaberg und Zeitz wurden vernichtet.
Nach dem Zweiten Weltkrieg schuf Müller-Gräfe u. a. in Altenburg Wandbilder im Lehrlingsheim des Nähmaschinenwerks, im Lehrerbildungsinstitut und in einem Kinderheim. Müller-Gräfe war eng befreundet mit dem Dichter-Pfarrer Karl Josef Friedrich und stand in Briefwechsel u. a. mit Alfred Ahner.
Bilder Müller-Gräfes befinden sich u. a. im Lindenau-Museum und im Schloss- und Spielkartenmuseum Altenburg/Thüringen, der Nachlass im Thüringischen Landeshauptarchiv.
Das Lindenau-Museum veranstaltete 2022 ein Ernst Müller-Gräfe-Symposium.
Müller-Gräfe war verheiratet mit Elsbeth Wally geb. Wicka. Beide haben ihre Grabstätte auf dem Städtischen Friedhof Altenburg. Ihre Söhne Joachim Müller-Gräfe (1913–1983) und Karl-Achim Müller-Gräfe wurden gleichfalls Maler. 

## Darstellung Müller-Gräfes in der bildenden Kunst
- Gustav Meyer-Buchwald: Bildnis des Malers Müller-Gräfe (Tafelbild, Öl, 1910; im Bestand der Galerie Neue Meister, Dresden)[14]

## Zeitgenössische Rezeption
Zur Ausgestaltung der Gedächtniskapelle der Stadtkirche St. Annen in Annaberg-Buchholz urteilte die Monatszeitschrift „Der Kunstwart“ 1926, dass diese Arbeiten „zu den bedeutendsten Monumentalwerken der Zeit gehören und berufen sind, ihren Schöpfer weithin bekannt zu machen … Wände, Decke und Fenster hat er mit Bildern, Schrift und Ornament reich bemalt; das Rauminnere wirkt wie ein großer, kostbarer Heiligenschrein, darin die Gefühle der Pietät und Ehrerbietung für die vom Krieg dahingerafften Söhne des alten Städtchens symbolisiert erscheinen. … Niemand wird bezweifeln, dass diese Gemälde von der „expressionistischen“ Bewegung mit ermöglicht wurden.“

## Werke (Auswahl)

### Werke zur Ausgestaltung von Innenräumen (Auswahl)
- Die vier Evangelisten (Deckenfresko in der St.-Nikolai-Kirche Grünhain; 1912, 1996 bei der Restaurierung der Kirche entfernt)
- Prometheus (in die Wandverkleidung eingepasster Tondo; Rathaus Zeitz; 1922)
- Leidende (Tafelbild aus dem Zyklus für die Gefallenen des Ersten Weltkrieges in der Gedächtniskapelle der Stadtkirche St. Annen, Annaberg-Buchholz; um 1925; 1937 entfernt)[16]
- Trauernde (Tafelbild aus dem Zyklus für die Gefallenen des Ersten Weltkrieges in der Gedächtniskapelle der Stadtkirche St. Annen, Annaberg-Buchholz; um 1925; 1937 entfernt)[17]
- Die Auferstehung der verschiedenen Lebensalter (Kuppelfresko im Krematorium Altenburg/Thüringen, Grüntaler Weg; 1929, 1933 teilweise übermalt)[18]

### Tafelbilder (Auswahl)
- Selbstbildnis (1909, Öl; Lindenau-Museum, Altenburg/Thüringen)[19]

- Jugendbildnis der Gattin des Künstlers (Öl)[20]
- Porträt Götz Grünert (Tempera)[20]

- Böhmerwaldbäuerin[21]
- Eliasfriedhof (1911 Ankauf für das Dresdener Stadtmuseum)[22]

### Druckgrafik (Auswahl)
- Glauben – Lieben – Hoffen (neun Lithografien, um 1925; als Mappe erschienen im Glückauf-Verlag, Schwarzenberg; mit einem Begleitwort von Karl Josef Friedrich; ein Exemplar im Bestand des Lindenau-Museums, Altenburg/Thüringen)
- Gottvater als Schöpfer (Lithografie, 1926; im Bestand des Schloss- und Spielkartenmuseums Altenburg/Thüringen)[23]
- Selbstporträt (Lithografie, 1926; im Bestand des Schloss- und Spielkartenmuseums Altenburg/Thüringen)[24]
- Johannes reicht eine Trinkschale (colorierte Lithografie, 1926; im Bestand des Schloss- und Spielkartenmuseums Altenburg/Thüringen)[25]
- Herbstblumen (Farbholzschnitt, 1945; im Bestand des Schloss- und Spielkartenmuseums Altenburg/Thüringen)[26]

### Buchillustrationen (Auswahl)
- Karl Josef Friedrich: Volksfreund Gregory. Amerikaner, Urchrist, deutscher Kämpfer. Perethes, Gotha, 1920

## Ausstellungen

### Einzelausstellungen
- 1907: Leipzig, Kunsthalle P. H. Beyer & Sohn
- 1913: Leipzig, Leipziger Kunstverein
- 1914: Altenburg, Kunstsalon Julius Brauer
- 1955: Altenburg/Thüringen, Lindenau-Museum (Gedächtnisausstellung)

### Ausstellungsbeteiligungen
- 1908: Dresden, Galerie Arnold (Osterausstellung)
- 1914: Bremen, Kunsthalle („Internationale Ausstellung“)
- 1916: Dresden, Galerie Arnold („Zweite Ausstellung Dresdner Künstler die im Heeresdienst stehen“; mit Werken von ca. 150 Künstlern, u. a. Otto Dix, August Böckstiegel und Karl Kröner)[27]
- 1916 Heidelberg, Kunstverein (zusammen mit Theodor Schindler und Oskar Frenzel)
- 1928: Leipzig, Leipziger Kunstverein
- 1928: Dresden, Sächsischer Kunstverein (II. Jubiläumsausstellung. „Sächsische Kunst in unserer Zeit“)
- 1929: Dresden, Sächsischer Kunstverein (III. Jubiläumsausstellung. „Neuere Kunstwerke aus Dresdener Privatbesitz“)
- 1934: Dresden, Brühlsche Terrasse („Sächsische Aquarell-Ausstellung“)
- 1936: Dresden, Brühlsche Terrasse und Städtische Kunsthalle („Kunstausstellung Dresden“ des Sächsischen Kunstvereins)
- 1936: München, Städtische Galerie Lenbachhaus („Heroische Kunst“)
- 1954: Altenburg/Thür., Lindenau-Museum („100 Jahre Staatliches Lindenau-Museum“)